# Teach-In
Teach-In era un gruppo musicale olandese fondato nel 1967; passato attraverso vari cambi di formazione, vinse l'Eurovision Song Contest 1975 con la canzone Ding-a-dong.
Il gruppo all'epoca della vittoria era formato da Gettie Kaspers, Chris de Wolde, Ard Weenink, Koos Versteeg, John Gaasbeek e Ruud Nijhuis.